# Carol Ito
Carolina Ito Messias, mais conhecida como Carol Ito (nascida em Marília), é uma jornalista e quadrinista brasileira.

## Biografia
Trabalha com jornalismo em quadrinhos no Brasil, e já colaborou com veículos como as revistas Piauí, TPM e Trip, além do site Brasil de Fato, Agência Pública, entre outros. Sua reportagem em quadrinhos "Três Mulheres da Craco", publicada pela revista Piauí, foi vencedora do 44º Prêmio Jornalístico Vladimir Herzog de Anistia e Direitos Humanos, na categoria Arte, em 2022. Suas produções costumam abordar comportamento, sexualidade feminina, direitos humanos, política, gênero, corpo, saúde mental, entre outros temas. Também é criadora do blog Salsicha em Conserva, onde publica tirinhas e charges; e do perfil Políticas, que reúne, no Instagram, quadrinhos políticos feitos por mulheres e pessoas não-binárias.

## Formação acadêmica

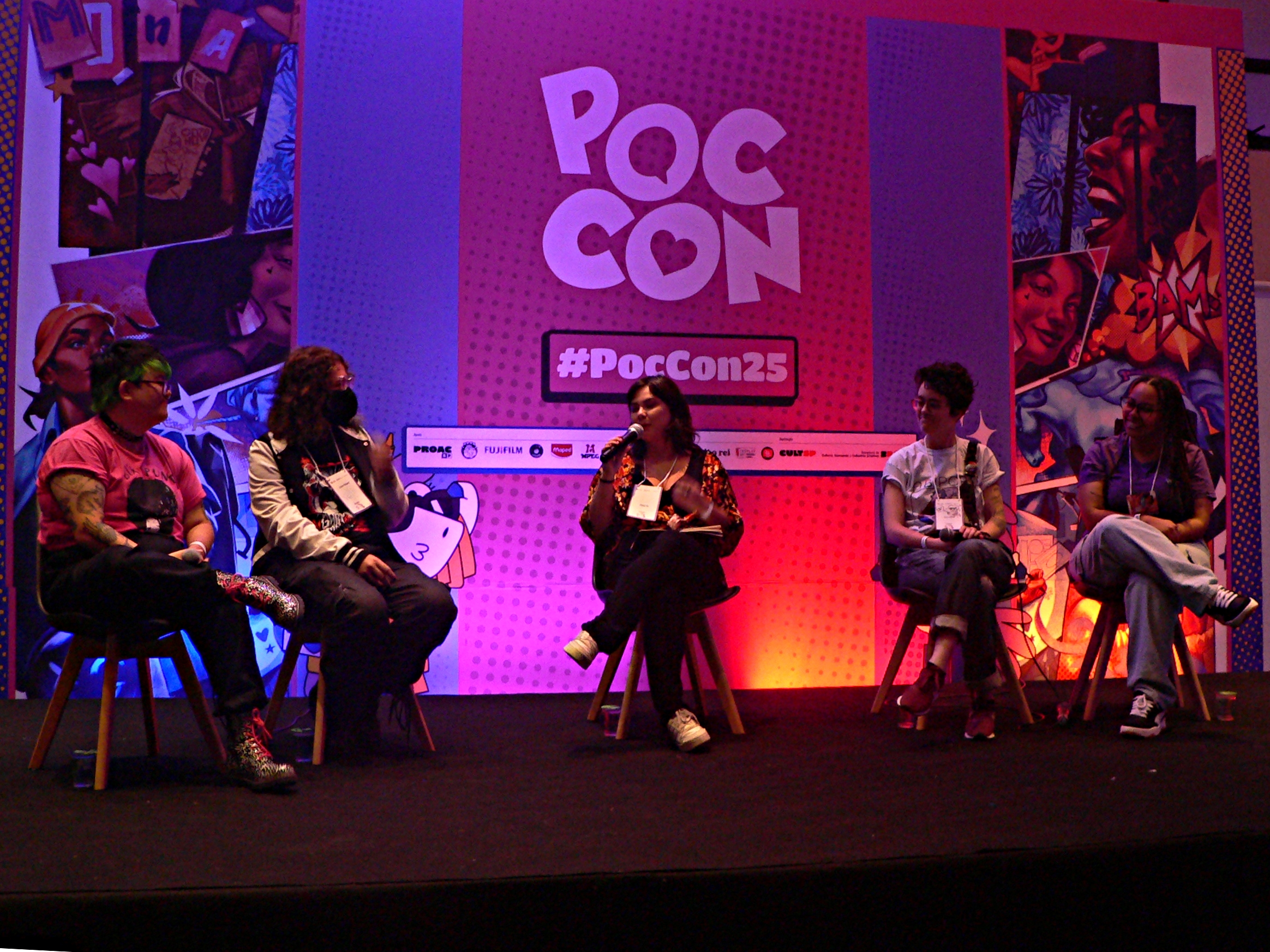
Carol Ito mediando o evento "Tirinhas de Humor" na PocCon 2025 em São Paulo. Da esquerda para a direita: Wasabi, Lana Flowerz, Carol, Cora Ottoni e Bigaverso.

O primeiro trabalho de jornalismo em quadrinhos a ser publicado por Carol foi "Estilhaço: uma jornada pelo Vale do Jequitinhonha", seu trabalho de conclusão de curso (TCC) pela Universidade Estadual Paulista (Unesp), em 2015. Em 2018, graduou-se mestre em Ciência da Informação pela Universidade de São Paulo (USP), com a dissertação "Um panorama da produção feminina de quadrinhos publicados na internet no Brasil", orientada por Giulia Crippa.
Em 2023, a HQ Boy Dodói: Histórias reais e ilustradas sobre masculinidade tóxica reuniu 11 histórias reais sobre masculinidade tóxica, enviadas por mulheres e pessoas não-binárias, e adaptadas por 11 artistas diferentes. Editada por Carol Ito em parceria com Helô D’Angelo e Bebel Abreu, que é criadora da Bebel Books, onde o livro foi publicado, a coletânea inclui uma história ilustrada por Carol Ito. Os quadrinhos provocam risos e reflexões sobre comportamentos sexistas em relacionamentos românticos.
Também em 2023, a quadrinista escreveu e ilustrou o livro Inteiro Pesa Mais do que Inteiro Pesa Mais do que Metade, a história é uma gráfica novel de memórias que apresenta a jornada da autora em enfrentar e superar a depressão, uma doença ainda muito estigmatizada. Carol Ito compartilha sua experiência de como é possível sobreviver à depressão em um mundo cada vez mais competitivo, que nos pressiona constantemente para alcançar o sucesso e a felicidade plena. O livro inspira os leitores a serem mais gentis consigo mesmos e a celebrar cada obstáculo superado, seja pequeno ou grande. Além disso, a obra conta com um posfácio da psicanalista Giovanna Bartucci, que oferece uma explicação concisa e poderosa sobre a depressão. Segundo ela, Inteiro Pesa Mais do que Metade é uma "metáfora visual da experiência depressiva".